# Paul S. L. Johnson

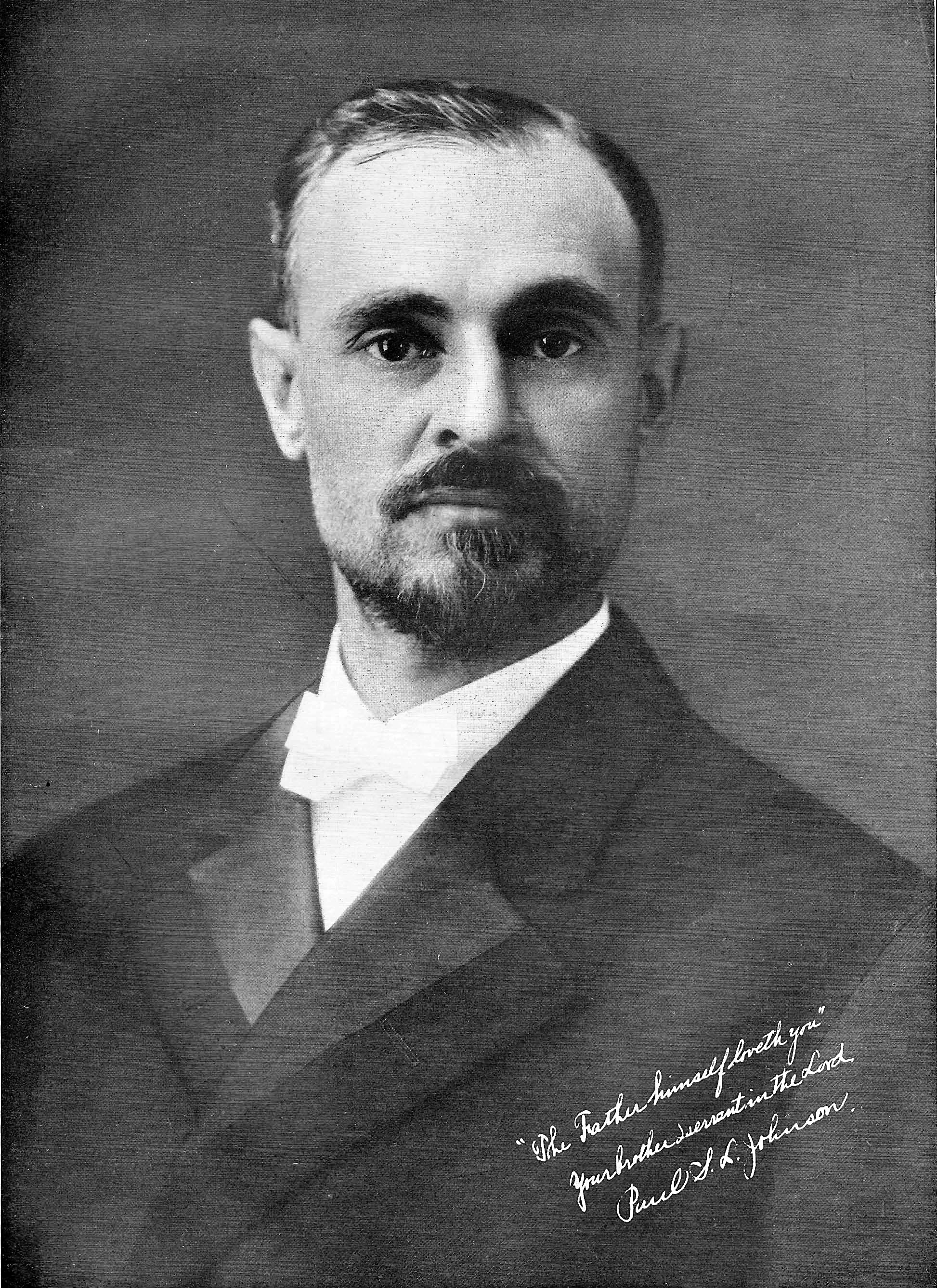
Paul S. L. Johnson

Paul Samuel Leon Johnson (* 4. Oktober 1873 in Titusville, Pennsylvania; † 22. Oktober 1950) war Gründer der heute in über 10 Staaten vertretenen Laien-Heim-Missionsbewegung. Er war als Gemeindeleiter, Autor und Prediger tätig.

## Leben und Werk
Nach Darstellung der Laien-Heim-Missionsbewegung stellt sich die Biografie von Paul Samuel L. Johnson wie folgt dar:
Er wurde 1873 geboren, als Sohn von jüdischen Eltern, die aus Polen nach Amerika emigrierten. Johnson wurde im jüdischen Glauben erzogen, lernte Hebräisch und im Alter von 13 Jahren wurde er ein Bar-Mizwa (Sohn des Gebots).
Von seinem Vater zu einem Begräbnis mitgenommen, sah und hörte er zum ersten Mal den Bibelforscher Charles Taze Russell, der die Predigten hielt. Die Wiederverheiratung seines Vaters nach dem frühen Tod seiner Mutter 1886 veranlasste ihn 1887, mehrmals wegzulaufen. In dieser Zeit, inzwischen 14 Jahre alt, gelangte er zum christlichen Glauben. Sein Vater steckte ihn daraufhin in eine Besserungsanstalt für schwererziehbare Jungen. Durch einen lutherischen Geistlichen unterstützt, erneuerte er nach seiner Freilassung im Juli 1889 sein „Weihgelübde“, ließ sich taufen und kehrte nach Hause zurück. Der Konflikt mit seinem Vater bestand weiterhin. So wurde er nach Allegheny gesandt, um dort mit einem Vormund zu leben – ganz in der Nähe des Bibelhauses, wo Charles Taze Russell lebte.
Paul Johnson begann ein Theologie-Studium auf der Capital University in Columbus, Ohio. 1898 wurde er Pastor in Columbus, Ohio. Seine für sich entdeckten Bibellehren, die ihn von den lutherischen Lehren wegführten, beinhalteten:
1. Die Einheit Gottes entgegen der Dreifaltigkeit
2. Die Sterblichkeit der Menschheit
3. Den Tod als Strafe für die Sünde
4. Das Papsttum und den Protestantismus als „Tier“ und dessen Abbild
5. Das Millennium als Tag des Gerichts
6. Die zukünftige Probe für die Nichterwählten
7. Das Ende des Zeitalters 1914

Am 1. Mai 1903 trat er aus der lutherischen Kirche aus.
Nach einem Besuch im Bibelhaus der Wachtturm-Gesellschaft, wurde er am 4. Mai 1904 zum „Pilger“ (Vortragsredner) ernannt. Als nach dem Tod von Russell 1916 die neuen Leiter der Wachtturm-Gesellschaft zahlreiche Lehrpunkte Russells änderten, beschuldigte Johnson den neu gewählten Präsidenten Joseph Franklin Rutherford der Usurpation. Ein Hauptteil seines Lebenswerks bestand seitdem aus der Verteidigung der Lehren Russells.
Im Juli 1919 gründete er zusammen mit ehemaligen Mitgliedern der Wachtturm-Gesellschaft und Freunden die Laien-Heim-Missionsbewegung (LHMB). Er begann die Zeitschrift „The Present Truth and Herald of Christ’s Epiphany“ („Die Gegenwärtige Wahrheit und Herold der Epiphanie Christi“) zu veröffentlichen, um Christen über die biblischen Lehren zu unterweisen. Ebenso veröffentlichte er „The Herald of the Epiphany“, später in „The Biblestandard“ („Die Bibelstandarte“) umbenannt, um die „Grundlehren des Planes Gottes“ zu erklären. Zahlreiche Bücher folgten während weiterer 30 Jahre seines Lebens, die viele Teile der Bibel auslegen.
Seine Tätigkeit bestand größtenteils aus Reisen, auf welchen er an verschiedenen Orten Vorträge hielt. Er leitete die Herstellung und die Veröffentlichung von Millionen kostenloser Bibeltraktate, von denen die meisten von Russell stammten, und ein Büro für Vorträge mit über 100 Rednern. Er sah sich als „allgemeiner Pastor, Verwalter, Lehrer“ und leitete die Bewegung bis zu seinem Tod.
Johnson heiratete am 3. Januar 1905 Emma McCloud. Die Ehe blieb kinderlos.

## Veröffentlichungen
- Die Gegenwärtige Wahrheit und Herold der Epiphania Christi, monatlich erscheinende christliche Zeitschrift
- Die Bibelstandarte, 8-seitige zweimonatlich erscheinende Zeitschrift
- Epiphania-Schriftstudien, Band 1 bis 17 („Gott“, „Die Schöpfung“, „Elia und Elisa“, „Die Auserwählten der Epiphania“, „Merarismus“, „Gersonismus“, „Das 4. Buch Mose“, „Der Sendbote der Parousia“ (Band 1), „Der Sendbote der Epiphania“, „Das 2. Buch Mose“, „Die Bibel“, „Die Bücher Samuel – Könige – Chronik“, „Der Sendbote der Parousia - Band 2“, „Christus – Geist – Bündnisse“ u. a.)